# Senfmühle Fallot

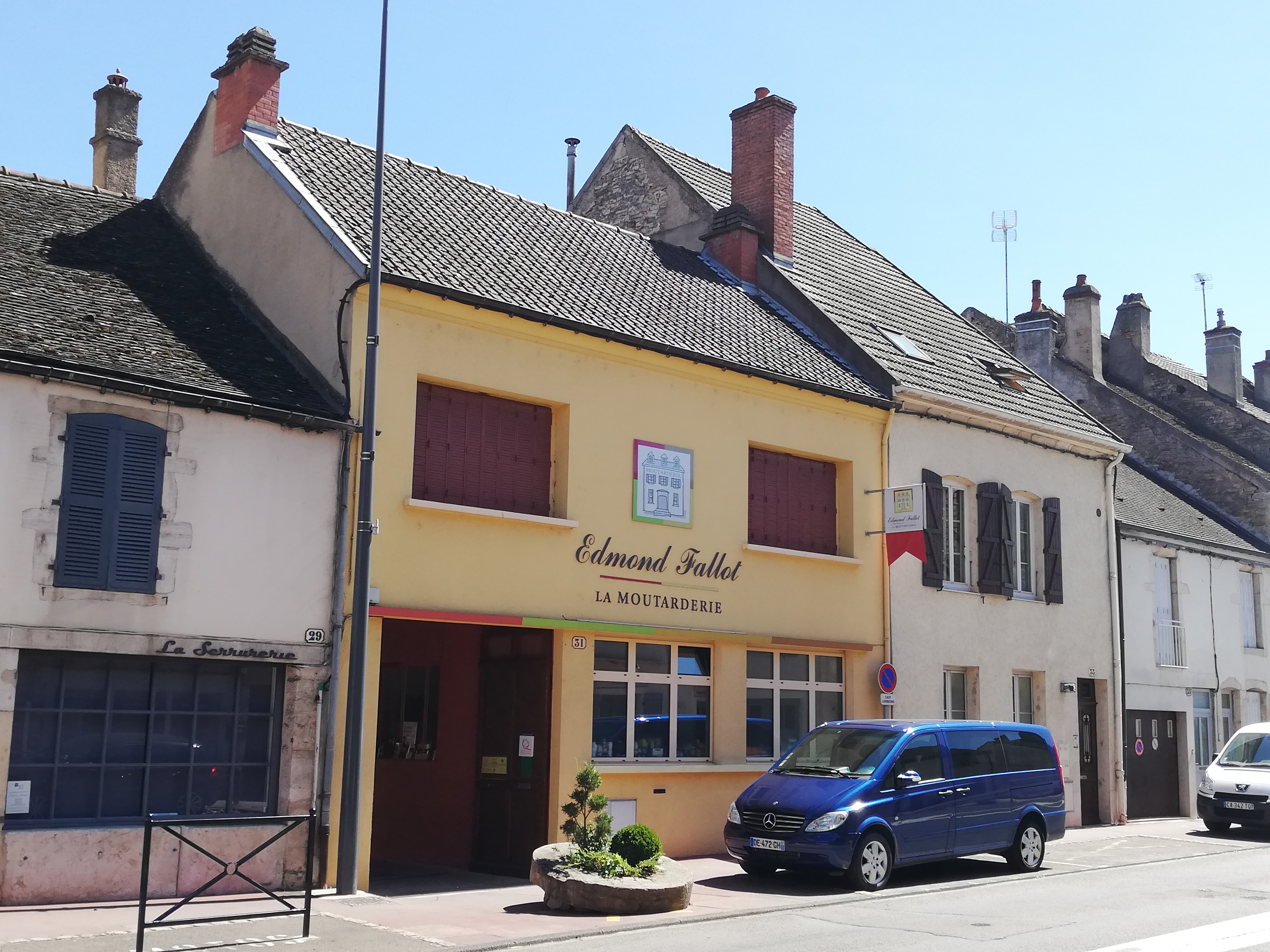
Straßenansicht des Stammhauses an der Rue du Faubourg Bretonnière

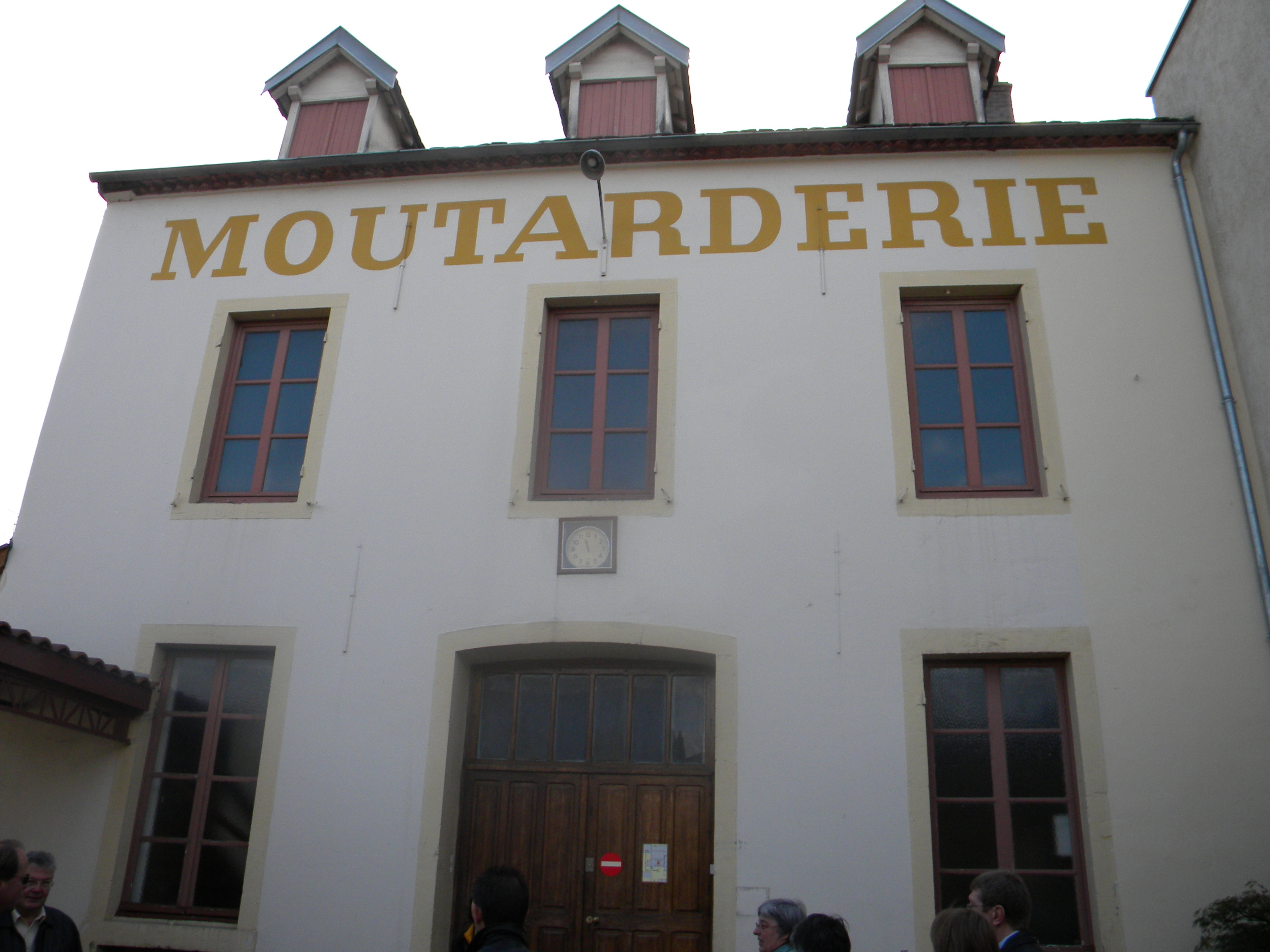
Betriebsgebäude (Hinterhaus)

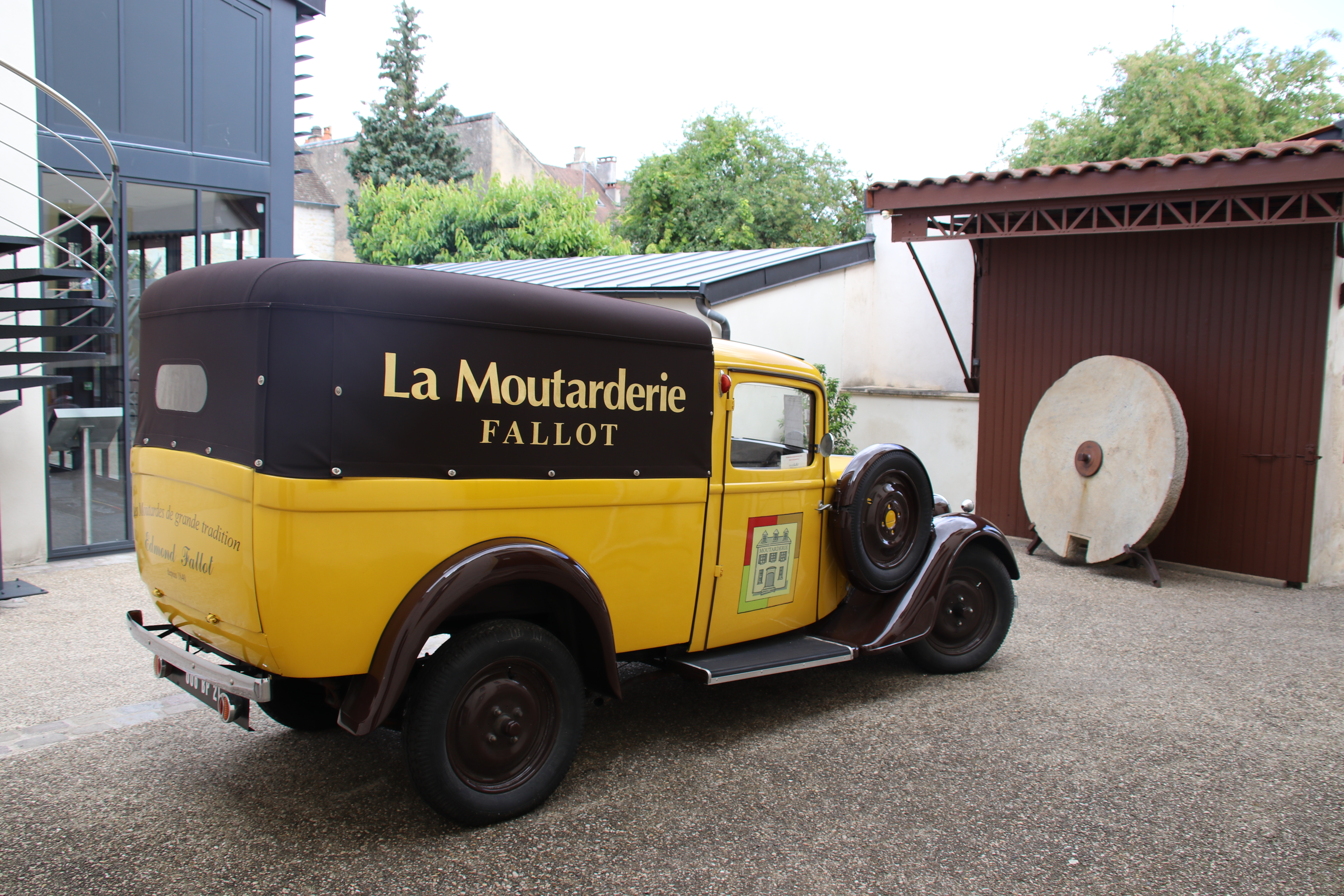
Fallot Auto

Die Senfmühle Fallot (La Moutarderie Fallot) ist ein Senfhersteller in der französischen Stadt Beaune in der Region Bourgogne-Franche-Comté, der Heimat des Dijon-Senfs. Das Unternehmen besteht seit 1840 und befindet sich seit 1928 im Besitz der Familie Fallot. Es ist die letzte von ehemals hunderten von burgundischen Senfmühlen, die unabhängig geblieben ist.

## Geschichte
Die Senf- und Ölmühle wurde 1840 durch Léon Bouley erbaut. Anlässlich einer Ausstellung wurde er 1903 von der Stadt Paris durch eine Urkunde geehrt. 1925 begann die Mühle mit der Produktion der Senfsorte pur verjus de Bourgogne, für die ein reiner Burgundermost aus unreifen Trauben verwendet wird.
1928 übernahm Edmond Fallot die Mühle. Auf Edmond Fallot folgten im Jahr 1962 sein Schwiegersohn Roger Désarménien und 1994 dessen Sohn Marc Désarménien.

## Unternehmen
Das Unternehmen La Moutarderie Fallot beschäftigt mehr als 20 Mitarbeiter und produziert etwa zwei Prozent des französischen Senfs. Die Produktion erfolgt in den ursprünglichen Gebäuden nach überlieferten handwerklichen Methoden. Die Produkte tragen die Bezeichnung Indication géographique protégée (IGP).
Unter der Markenbezeichnung Edmond Fallot vertreibt das Unternehmen neben Senf auch Essig und Sauerkonserven wie Essiggurken und eingelegte Zwiebeln.

## Die traditionelle Herstellungsmethode
Die in der Senfmühle praktizierte traditionelle Senfherstellung erfolgt durch kalte Nassvermahlung der hitzeempfindlichen Saat der Senfpflanze mit Mühlsteinen. Verarbeitet werden hauptsächlich braune Senfsamen und – ausschließlich für die sogenannten aromatischen Sorten – weitere auserlesene Gewürze und aromatische Naturprodukte wie beispielsweise Aceto balsamico aus Modena, grüner Pfeffer aus Madagaskar, die in Dijon erzeugte Crème de Cassis oder Honig. Die Produktion gliedert sich in verschiedene Arbeitsschritte:
1. Die Senfsaat wird zunächst durch Sieben und Rütteln von Gräsern, Parasiten oder sonstigen Fremdkörpern befreit und gewaschen.
2. Dann zerkleinert man sie in einem ersten Schrotdurchgang zu grobem Senfmehl.
3. Das Einmaischen erfolgt durch die Dosierung, Vermischung und Verrührung von Senfsamen, Essig (beziehungsweise Traubenmost und Weißwein), Kochsalz und Wasser nach einem geheim gehaltenen Familienrezept. Für die aromatischen Sorten werden weitere Zutaten beigegeben. Die so gewonnene feuchte Masse, auch Maische genannt, ruht anschließend zur Fermentation in einem Bottich. Das Maischen fördert die Ablösung der Schale von der Frucht und die Entwicklung des typischen Buketts.
4. Durch den traditionellen Mahlvorgang, bei dem die Maische in kaltem und feuchtem Zustand zwischen zwei schweren Mühlsteinen zu einer mehr oder weniger glatten kompakten Paste verarbeitet wird, bleiben die Eigenschaften der hitzeempfindlichen ätherischen Öle und damit die aromatischen Qualitäten und die Schärfe des Senfs erhalten. Überstiege die Temperatur 50 °C, gingen die ätherischen Öle verloren.
5. Für herkömmliche Senfsorten wird die goldgelbe Paste abermals gesiebt, um die Fruchthülsen zu entfernen. Für grobkörnige Produkte wie die typisch französische „moutarde à l’ancienne“ entfällt dieser Arbeitsschritt.
6. Die darauffolgende Einlagerung in Fässern lässt den Senf reifen. Dabei verliert er durch eine chemische Reaktion seine natürliche Bitterkeit und setzt sein scharfes Aroma frei.
7. Zum Abschluss wird die Einfüllung, bevorzugt in Steintöpfe oder aber in Gläser, vorgenommen. Die Tube ist bei Traditions-Herstellern verpönt.

## Weitere historische Senfmühlen
- Senfmühle Kleinhettstedt, Thüringen (1732)
- Historische Senfmühle Cochem in Cochem, Rheinland-Pfalz (um 1810)
- Senfmühle Monschau, Nordrhein-Westfalen (1882)
- Schwerter Senfmühle in Schwerte, Nordrhein-Westfalen (1845)
- Historische Senfmühle Köln in Köln, Nordrhein-Westfalen (1810)